# Caiga quien caiga (pel·lícula)
Caiga quien caiga és una pel·lícula peruana de 2018, basada en el llibre homònim escrit per José Ugaz. La pel·lícula fou dirigida i produïda per Eduardo Guillot Meave, i protagonitzada per Miguel Iza com a Vladimiro Montesinos.

## Argument
Al setembre de 2000 es revela el primer vladivideo, enregistrament en la qual l'assessor presidencial Vladimiro Montesinos suborna a un congressista de l'oposició perquè voti a favor del govern. Després d'això, el govern d'Alberto Fujimori s'enfronta a una crisi que el portaria al seu final; així mateix, el conseller presidencial és acusat de corrupció i perseguit per l'agonitzant règim fujimorista.
Vladimiro Montesinos fuig a Panamà on no aconsegueix obtenir asil polític, per la qual cosa torna al Perú. La justícia dicta ordre d'arrest contra ell i el president Alberto Fujimori esdevé part de l'operatiu policial per a detenir-lo. No obstant això, Montesinos aconsegueix escapar en el veler Karisma a Costa Rica i després a Veneçuela.

## Repartiment
- Miguel Iza com a Vladimiro Montesinos
- Eduardo Camino com a José Ugaz
- Javier Valdés com a Alberto Bermúdez (Alberto Bustamante Belaúnde)
- Karina Jordán
- Kukuli Morante com a Jacqueline Beltrán
- Jackie Vásquez com a Matilde Pinchi Pinchi
- José Miguel Arbulú
- Gonzalo Molina
- Alfonso Dibós
- Milene Vásquez
- Sandro Calderón
- Diego Carlos Seyfarth
- Marcelo Rivero
- Alejandra Guerra com a Laura Bozzo
- Víctor Prada
- Ana María Estrada
- Pietro Sibille
- Claudio Calmet
- Percy Williams Silva

## Producció
La pel·lícula es va estrenar el 23 d'agost de 2018, aconseguint el segon lloc d'un thriller el dia de la seva estrena, superant els 100.000 espectadors la setmana de l'estrena.

## Recepció

### Controvèrsies
Els primers dies d'agost de 2018, Montesinos va enviar una carta notarial on afirmava que la pel·lícula "afecta a la seva bona imatge". De la mateixa manera, la presentadora Laura Bozzo es va mostrar en contra de l'estrena de la pel·lícula i va anunciar mesures legals per l'ús de la seva imatge i la frase "Que passi el Desgraciat!".

### Premis
- Concurs Nacional de Projectes de Distribució de Llargmetratge 2018 (Ministeri de Cultura).[10]